# Zorzines subregalis
Zorzines subregalis là một loài bướm đêm trong họ Noctuidae.